# Okletac
Okletac (izvirno srbsko Оклетац) je naselje v Srbiji, ki upravno spada pod Občino Bajina Bašta; slednja pa je del Zlatiborskega upravnega okraja.

## Demografija
V naselju živi 525 polnoletnih prebivalcev, pri čemer je njihova povprečna starost 43,5 let (41,8 pri moških in 45,2 pri ženskah). Naselje ima 178 gospodinjstev, pri čemer je povprečno število članov na gospodinjstvo 3,49.
To naselje je, glede na rezultate popisa iz leta 2002, večinoma srbsko, a v času zadnjih treh popisov je opazno zmanjšanje števila prebivalcev.
|  |

| Demografija | Demografija     | Demografija     |
| Leto        | Št. prebivalcev | Št. prebivalcev |
| ----------- | --------------- | --------------- |
|             |                 |                 |
|             |                 |                 |
|             |                 |                 |
|             |                 |                 |
| 1948        | 1173            |                 |
| 1953        | 1226            |                 |
| 1961        | 1223            |                 |
| 1971        | 1074            |                 |
| 1981        | 930             |                 |
| 1991        | 763             | 758             |
| 2002        | 637             | 622             |
|             |                 |                 |

| Etnična sestava po popisu iz leta 2002 | Etnična sestava po popisu iz leta 2002 | Etnična sestava po popisu iz leta 2002 | Etnična sestava po popisu iz leta 2002 | Etnična sestava po popisu iz leta 2002 |
| -------------------------------------- | -------------------------------------- | -------------------------------------- | -------------------------------------- | -------------------------------------- |
| Srbi                                   | Srbi                                   |                                        | 621                                    | 99,83%                                 |
| Neznano                                | Neznano                                |                                        | 1                                      | 0,16%                                  |